# Ukraina i paralympiska spelen

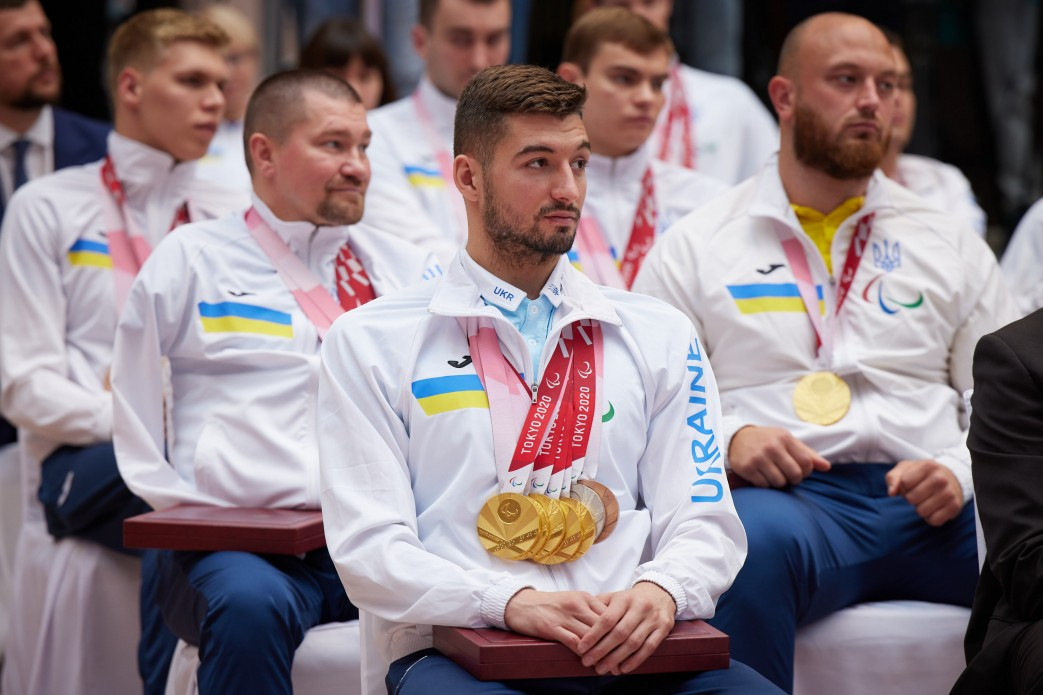
Ukrainska landslaget, efter Paralympiska sommarspelen 2020.

Ukraina debuterade i paralympiska spelen vid paralympiska sommarspelen 1996 i Atlanta med 30 idrottare som tävlade i bågskytte, friidrott, styrkelyft, simning och sittande volleyboll. Vasil Lіsjtjinskij vann landets första paralympiska guldmedalj i kulstötning och Ukraina tog även fyra silver och två brons vid tävlingen. Ukrainare hade tidigare tävlat som en del av Sovjetunionens trupp vid paralympiska sommarspelen 1988 och som en del av det förenade laget vid paralympiska sommarspelen 1992. Ukraina gjorde efter sin självständighet från Sovjetunionen debut i paralympiska vinterspelen vid vinterspelen 1998 i Nagano. Ukraina har sedan dess deltagit i samtliga sommar- och vinterspel och gjort det med en stor framgång.

## Medaljer
| Spel                | Idrottare             | Guld                  | Silver                | Brons                 | Totalt                | Placering             |
| ------------------- | --------------------- | --------------------- | --------------------- | --------------------- | --------------------- | --------------------- |
| 1960–1988           | del av Sovjetunionen  | del av Sovjetunionen  | del av Sovjetunionen  | del av Sovjetunionen  | del av Sovjetunionen  | del av Sovjetunionen  |
| Barcelona 1992      | del av Förenade laget | del av Förenade laget | del av Förenade laget | del av Förenade laget | del av Förenade laget | del av Förenade laget |
| Atlanta 1996        | 30                    | 1                     | 4                     | 2                     | 7                     | 44                    |
| Sydney 2000         | 67                    | 3                     | 20                    | 14                    | 37                    | 35                    |
| Aten 2004           | 90                    | 24                    | 12                    | 19                    | 55                    | 6                     |
| Peking 2008         | 117                   | 24                    | 18                    | 32                    | 74                    | 4                     |
| London 2012         | 148                   | 32                    | 24                    | 28                    | 84                    | 4                     |
| Rio de Janeiro 2016 | 172                   | 41                    | 37                    | 39                    | 117                   | 3                     |
| Tokyo 2020          | 138                   | 24                    | 47                    | 27                    | 98                    | 6                     |
| Totalt              | Totalt                | 149                   | 162                   | 161                   | 472                   | 14                    |

| Spel                | Idrottare             | Guld                  | Silver                | Brons                 | Totalt                | Rank                  |
| ------------------- | --------------------- | --------------------- | --------------------- | --------------------- | --------------------- | --------------------- |
| 1976–1988           | del av Sovjetunionen  | del av Sovjetunionen  | del av Sovjetunionen  | del av Sovjetunionen  | del av Sovjetunionen  | del av Sovjetunionen  |
| Albertville 1992    | del av Förenade laget | del av Förenade laget | del av Förenade laget | del av Förenade laget | del av Förenade laget | del av Förenade laget |
| Lillehammer 1994    | deltog inte           | deltog inte           | deltog inte           | deltog inte           | deltog inte           | deltog inte           |
| Nagano 1998         | 11                    | 3                     | 2                     | 4                     | 9                     | 14                    |
| Salt Lake City 2002 | 10                    | 0                     | 6                     | 6                     | 12                    | 18                    |
| Turin 2006          | 12                    | 7                     | 9                     | 9                     | 25                    | 3                     |
| Vancouver 2010      | 19                    | 5                     | 8                     | 6                     | 19                    | 4                     |
| Sotji 2014          | 23                    | 5                     | 9                     | 11                    | 25                    | 4                     |
| Pyeongchang 2018    | 22                    | 7                     | 7                     | 8                     | 25                    | 6                     |
| Peking 2022         | 20                    | 11                    | 10                    | 8                     | 29                    | 2                     |
| Totalt              | Totalt                | 35                    | 48                    | 51                    | 133                   | 25                    |